# 头孢匹罗
头孢匹罗（英语：Cefpirome）是第四代头孢菌素，商品名包括Cefrom、Keiten、Broact和Cefir。头孢匹罗被认为对革兰氏阴性菌（包括铜绿假单胞菌）和革兰氏阳性菌具有高度活性。

## 细菌敏感性和耐药性谱
脆弱拟杆菌、肠球菌、假单胞菌和葡萄球菌对硫酸头孢匹罗耐药，一些嗜血杆菌属物种对硫酸头孢匹罗耐药。肺炎球菌已对其产生不同程度的耐药性。